# Mario Roatta

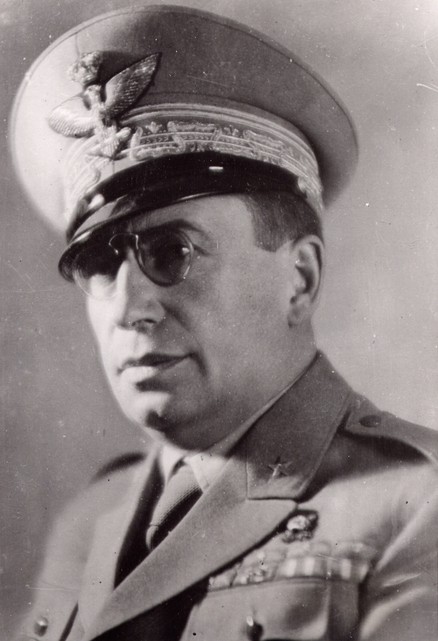
Mario Roatta (ca. 1941/42)

Mario Roatta (* 2. Januar 1887 in Modena; † 7. Januar 1968 in Rom) war ein führender General des faschistischen Italien. Roatta war erster Oberbefehlshaber der italienischen Interventionsarmee im Spanischen Bürgerkrieg (1936–1937) und während des Zweiten Weltkrieges Oberbefehlshaber der italienischen Besatzungstruppen in Slowenien und Kroatien (1942–1943). Da Roatta eine zentrale Rolle bei den italienischen Kriegsverbrechen auf dem Balkan spielte, wurde er auch als „schwarze Bestie von Jugoslawien“ und „Schlächter von Slowenen und Kroaten“ bezeichnet. Andererseits gilt er gleichzeitig als „Retter der dalmatischen Juden“.

## Leben
Roatta besuchte die Militärschule in Modena, die er 1906 als Sottotenente der Infanterie abschloss. 1911 ließ er sich an der Kriegsschule in Turin zum Generalstabsoffizier ausbilden. Als Hauptmann des Generalstabs nahm er am Ersten Weltkrieg teil und kämpfte in Italien, Albanien und Frankreich. Den Krieg beendete er im Rang eines Oberstleutnants und mit drei Tapferkeitsmedaillen in Silber.
Im Februar 1919 wurde er zum Chef des Generalstabs der italienischen Militärmission in Berlin ernannt. Letztere war mit der Rückführung der russischen Kriegsgefangenen aus dem Gebiet des Deutschen Reiches betraut. Ab August 1919 gehörte er der italienischen Delegation bei der Pariser Friedenskonferenz an und war dort Mitglied der militärischen Kommission.
In den 1920er Jahren war er Ausbilder an der Schule für Infanterie in Civitavecchia. 1922 heiratete er. Aus der Ehe ging 1928 ein Sohn hervor. Von 1926 bis 1930 war er u. a. Militärattaché in Warschau und Helsinki. Nach seiner Rückkehr nach Italien, übernahm er das Kommando über das 84. Infanterie-Regiment. Anschließend war Roatta von Juli bis Dezember 1933 Generalstabschef beim Territorialkommando Bari.
Im Januar 1934 wurde ihm vom Unterstaatssekretär im Kriegsministerium, Federico Baistrocchi, die Leitung des militärischen Nachrichtendienst Servizio Informazioni Militare (SIM) anvertraut. Unter seiner Führung wurde der militärische Nachrichtendienst modernisiert und zu einem effizienten und skrupellosen Werkzeug für den Angriffskrieg in Abessinien und später in Spanien ausgebaut. Ab Dezember 1936 befehligte er das Corpo Truppe Volontarie im Spanischen Bürgerkrieg. Den SIM leitete währenddessen Oberst Paolo Angioi, jedoch behielt Roatta de facto die Leitung des Geheimdienstes, der in Zusammenarbeit mit OVRA Gegner des faschistischen Regimes verfolgte.

## Der Fall Rosselli
Bis heute wird vermutet, dass Roatta und Angioi für die Ermordung der Gebrüder Nello und Carlo Rosselli mitverantwortlich waren. Die Leichen der Brüder und Antifaschisten wurden am 11. Juni 1937 in der Nähe des nordfranzösischen Ortes Bagnoles-de-l’Orne (Normandie) gefunden. Ihre Ermordung soll der faschistische Geheimdienst OVRA im Auftrag des SIM durchgeführt haben. Letztlich lag die politische Verantwortung jedoch bei Mussolini und Badoglio.

## Zweiter Weltkrieg
Roatta wurde 1939 für wenige Monate italienischer Militärattaché in Berlin (vgl. Luigi Efisio Marras) und danach stellvertretender Chef des Heeresgeneralstabes. In dieser Funktion schrieb er am 27. Dezember 1939 in Zusammenarbeit mit Rüstungskommissar Carlo Favagrossa einen an seinen Vorgesetzten gerichteten Bericht über den ungenügenden Ausrüstungsstand des italienischen Heeres, der auch dem Generalstabschef der Streitkräfte Pietro Badoglio und dem Diktator Benito Mussolini vorgelegt wurde. Im März 1941 folgte Roatta Marschall Rodolfo Graziani auf dem Posten des Stabschefs des Heeres (bis Januar 1942, dann Vittorio Ambrosio). Ab 1942 führte er die 2. Armee in Slowenien und Kroatien, die 1941 von Istrien aus am Überfall auf Jugoslawien teilgenommen hatte.
Am 1. März 1942 erließ er mit dem Circular C3 ein Rundschreiben zur Unterdrückung der Widerstandsbewegung an seine höheren Offiziere. Zur Repression gegen die jugoslawische Untergrundbewegung wurde von der zweiten italienischen Armee daraufhin die gleiche Strategie der verbrannten Erde, der ethnischen Säuberungen, der Masseninternierung in italienischen Konzentrationslagern, der Geiselnahme, Geiselerschießung und der italienischen Kolonisation angewendet, wie sie zuvor vom italienischen Militär in Afrika praktiziert worden war. Dabei hatte das Oberkommando der zweiten Armee auch keine Einwände gegen die Evakuierung ganzer Regionen. Roatta weigerte sich dagegen, „Juden“ an die Ustascha und die deutsche Wehrmacht auszuliefern. Stattdessen ließ er sie zum Schutz internieren, wodurch tausende Juden vor der Deportation bewahrt wurden.
1943 übernahm er den Befehl über die 6. Armee in Sizilien. In der zweiten Jahreshälfte leitete er nochmals den Heeresgeneralstab. In dieser Funktion gab er am 26. Juli 1943 einen Befehl, der fast 100 Antifaschisten das Leben kostete. Als ihm Anfang 1945 wegen der Ermordung der Gebrüder Roselli der Prozess gemacht wurde, konnte er dank der Unterstützung seines ehemaligen Mitarbeiters, des Carabinieri-Generals Taddeo Orlando und einiger anderer Komplizen des SIM erst in den Vatikan und dann nach Spanien fliehen, von wo er erst 1966 zurückkehrte.

## Rezeption
Der italienische Historiker Brunello Mantelli (2000) bezeichnete Roatta als „gleichzeitig Schlächter der Slowenen und Kroaten und Retter der dalmatischen Juden“, wobei letzteres jedoch nicht aufgrund von humanitären Erwägungen, sondern aus politischem Kalkül erfolgt sei. Aufgrund seiner führenden Rolle bei italienischen Kriegsverbrechen in Jugoslawien wurde Roatta als „die schwarze Bestie von Jugoslawien“ bezeichnet.